# Нат Карр
Нат Карр (англ. Nat Carr; 12 серпня 1886 року, Полтава — 6 липня 1944 року, Голлівуд) — американський актор епохи німого і раннього звукового кіно. Протягом своєї вісімнадцятирічної кар'єри Карр знявся у понад 100 фільмах. Молодший брат актора Александера Карра

## Життя та кар'єра
Карр народився 12 серпня 1886 року в Полтаві (нині — Україна).
У 1887 році з сім'єю емігрував до США.
Карр дебютував у кіноіндустрії у фільмі 1925 року «Його народ» у ролі Хаїма Баровіца.
Можливо, знімався у більш ранньому фільмі «Маленький Джонні Джонс», 1923 року.
Він з'явився у головній ролі Леві у фільмі «Співак джазу» в 1927 році.
У 1929 році Карр став співавтором сценарію (разом з Марком Сандрічем) для фільму «Розмова про Голлівуд», в якому він також знявся.
Серед інших відомих фільмів, де він грав: кримінальна драма Рауля Волша «Ревучі двадцяті роки» (1939); вестерн 1939 року в Додж-Сіті; драма «Темна перемога» (1939 рік); Сержант Йорк (1941 рік).
Останньою роллю Карра у кіно, була роль туриста у комедійній містерії 1941 року «Прохід з Гонконгу».
Нат Карр помер 6 липня 1944 року в Голлівуді, штат Каліфорнія, і був похований у Меморіальному парку Форест-Лон в місті Глендейл, штат Каліфорнія.

## Обрана фільмографія
- Маленький Джонні Джонс (1923)
- Її Велика ніч (1926)
- Мільйонери (1926)
- Private Izzy Murphy (1926)
- Загадковий клуб (1926)
- Пазь свою дружину (1926)
- Мадонна зі Сплячих Машин (1928)
- Розмова про Голлівуд (1929)
- Два плюс чотири (1930)
- 50 мільйонів французів (1931)
- Юніон Депот (1932)
- Великий момент або перегин (1933)
- Я не можу втекти (1934)
- Червона кров мужності (1935)
- Банківська сигналізація (1937)
- Хобі для всіх (1939)
- Король лісорубів (1940)[12]